# Revolucija dostojanstva
Revolucija dostojanstva (ukrajinsko Революція гідності, latinizirano: Revoljucija gidnosti), znana tudi kot majdanska revolucija, je potekala v Ukrajini februarja 2014 ob koncu protestov Evromajdan, ko so smrtonosni spopadi med protestniki in varnostnimi silami v ukrajinski prestolnici Kijev dosegli vrhunec z odstavitvijo izvoljenega predsednika Viktorja Janukoviča in s strmoglavljenjem ukrajinske vlade.
Novembra 2013 je izbruhnil val obsežnih protestov (t. i. Evromajdan) kot odziv na nenadno odločitev predsednika Janukoviča, da ne bo podpisal sporazuma o političnem združevanju in prosti trgovini z Evropsko unijo (EU) ter se bo raje odločil za tesnejše vezi z Rusijo in Evrazijsko ekonomsko unijo. Februarja istega leta je vrhovna rada (ukrajinski parlament) z veliko večino potrdila dokončno sklenitev sporazuma z EU. Rusija je pritiskala na Ukrajino, naj ga zavrne. Protesti so se nadaljevali več mesecev, njihov obseg pa se je širil, saj so pozivali k odstopu Janukoviča in vlade Azarova. Protestniki so nasprotovali po njihovem mnenju razširjeni vladni korupciji in zlorabi oblasti, vplivu oligarhov, policijski brutalnosti in kršenju človekovih pravic v Ukrajini. Represivni zakoni proti protestom so še povečali jezo. Na Trgu neodvisnosti v središču Kijeva je med »majdansko vstajo« nastal velik zabarikadiran protestni tabor.
Januarja in februarja 2014 je v spopadih med protestniki in specialno policijo Berkut v Kijevu umrlo 108 protestnikov in 13 policistov, številni drugi pa so bili ranjeni. Prvi protestniki so bili ubiti v hudih spopadih s policijo na Ulici Mihajla Gruševskega med 19. in 22. januarjem. Protestniki so nato zasedli vladne stavbe po vsej državi. Najhujši spopadi so potekali od 18. do 20. februarja, ko je v Ukrajini prišlo do najhujšega nasilja od ponovne osamosvojitve. Na tisoče protestnikov se je pod vodstvom aktivistov s ščiti in čeladami podalo proti parlamentu, policijski ostrostrelci pa so jih obstreljevali. 21. februarja je bil podpisan sporazum med predsednikom Janukovičem in voditelji parlamentarne opozicije, ki je zahteval oblikovanje začasne vlade enotnosti, ustavne reforme in predčasne volitve. Naslednji dan se je policija umaknila iz središča Kijeva, ki so ga dejansko nadzorovali protestniki. Janukovič je pobegnil iz mesta in nato iz države. Tega dne je ukrajinski parlament s 328 glasovi za in 0 proti (od 450 poslancev) izglasoval odstavitev Janukoviča s položaja.
Janukovič je dejal, da je bilo glasovanje nezakonito in morda izsiljeno, ter zaprosil Rusijo za pomoč. Rusija je menila, da je bilo strmoglavljenje Janukoviča nezakonit državni udar, in ni priznala začasne vlade. V vzhodni in južni Ukrajini, kjer je Janukovič na predsedniških volitvah leta 2010 prejel veliko podporo, so potekali obsežni protesti za in proti revoluciji. Ti protesti so se stopnjevali, kar je privedlo do ruskega vojaškega posredovanja, priključitve Krima Rusiji ter ustanovitve samooklicanih separatističnih držav Doneck in Lugansk. To je sprožilo vojno v Donbasu.
Začasna vlada, ki jo je vodil Arsenij Jacenjuk, je podpisala pridružitveni sporazum z EU in razpustila Berkut. Na predsedniških volitvah leta 2014 je zmagal Petro Porošenko (54,7 % glasov v prvem krogu). Nova vlada je obnovila spremembe ukrajinske ustave iz leta 2004, ki so bile leta 2010 sporno razveljavljene kot neustavne, in začela obsežno čistko javnih uslužbencev, povezanih s strmoglavljenim režimom. V državi je potekala tudi vsesplošna dekomunizacija.

## Začetek
Zaporedne ukrajinske vlade v 2000-ih letih so si prizadevale za tesnejše odnose z Evropsko unijo (EU). Vlada predsednika Viktorja Janukoviča se je od leta 2012 pogajala o pridružitvenem sporazumu z Evropsko unijo. Takšen celovit trgovinski sporazum z EU bi vplival na trgovinske sporazume Ukrajine z Rusijo, ki je bila takrat največja trgovinska partnerica Ukrajine. Janukovič je menil, da je zaplete mogoče odpraviti, in dejal, da namerava skleniti sporazum, vendar ga je še naprej odlašal. To je bilo razumljeno kot poskus odstopa od podpisa sporazuma, kar je povzročilo val protestov, ki so postali znani kot gibanje »Evromajdan«.
Protesti so izbruhnili novembra 2013, ko Janukovič na srečanju vzhodnega partnerstva v Vilni v Litvi ni hotel podpisati pridružitvenega sporazuma z EU in se je raje odločil za tesnejše vezi z Rusijo. Predsednik vlade Mikola Azarov je zaprosil za 20 milijard evrov posojil in pomoči. EU je bila pripravljena ponuditi 610 milijonov evrov posojil, Rusija pa 15 milijard dolarjev in nižje cene plina. Poleg tega je EU zahtevala velike spremembe ukrajinskih predpisov in zakonov, Rusija pa ne. Rusija je izvajala tudi gospodarski pritisk na Ukrajino in začela propagandno kampanjo proti sporazumu z EU.
Janukovič je bil na zahodu Ukrajine zelo nepriljubljen, vendar je imel nekaj podpore na vzhodu, kjer je njegova materinščina ruščina veliko bolj razširjena, in na jugu. Sprva so bili shodi mirni, januarja 2014 pa so postali nasilni, potem ko je parlament, v katerem so prevladovali Janukovičevi privrženci, sprejel zakone za zatrtje protestov. Evropska unija in Združene države Amerike so Janukoviča pozvale, naj se pogaja o mirnem koncu konflikta, in napovedale, da bodo uvedle sankcije proti vladnim uradnikom, če bo ugotovljeno, da so odgovorni za nasilje.
Pred februarsko revolucijo je bil s protestniki sklenjen sporazum o amnestiji, po katerem proti njim v zameno za zapustitev zasedenih stavb ne bodo vložene kazenske obtožbe. Demonstranti so izpraznili vse zasedene stavbe regionalne državne uprave, aktivisti v Kijevu pa so zapustili Hruševsko ulico; 16. februarja je bila pod vladni nadzor vrnjena tudi kijevska mestna hiša. Vsi, ki so bili pred tem zaprti zaradi sodelovanja na protestih, naj bi bili izpuščeni po 17. februarju.
Janukovič je 14. februarja dejal: »Želim povedati, da sem bil in sem spodbujen, da uporabim različne metode in načine, kako rešiti situacijo, vendar želim povedati, da ne želim biti v vojni. Ne želim, da se odločitve sprejemajo na tako radikalen način.« Vse politike je pozval, naj se vzdržijo radikalizma in razumejo, da »obstaja meja, ki se je ne sme prestopiti, in ta meja je zakon«.

## Pregled
Protesti, ki so se začeli v noči na 21. november 2013 z javnimi protesti na Majdanu nezaležnosti (Trgu neodvisnosti) v Kijevu, so še vedno potekali sredi februarja 2014. Proteste je sprožila odločitev ukrajinske vlade, da prekine podpis pridružitvenega sporazuma z Evropsko unijo (EU).
Obdobje relativnega miru med protivladnimi demonstracijami v Kijevu se je nenadoma končalo 18. februarja 2014, ko je prišlo do spopadov med protestniki in policijo. V naslednjih dneh je bilo ubitih najmanj 82 ljudi, od tega 13 policistov, več kot 1.100 ljudi pa je bilo ranjenih.
18. februarja se je približno 20.000 protestnikov Euromajdana odpravilo do vrhovne rade (ukrajinski parlament), da bi podprli vrnitev ustave Ukrajine v obliko iz leta 2004, ki jo je ukrajinsko ustavno sodišče razveljavilo kmalu po izvolitvi Janukoviča za predsednika leta 2010. Policija jim je zaprla pot. Spopad se je sprevrgel v nasilje; BBC je po navedbah dopisnikov poročal, da je vsaka stran obtoževala drugo. Policija je streljala z gumijastimi naboji in pozneje z ostrim strelivom (vključno z avtomatskim orožjem in ostrostrelskimi puškami), uporabljala pa je tudi solzivec in šok granate, da bi pregnala na tisoče demonstrantov. Protestniki so se bojevali s surovim orožjem (kot so veliki kamni in palice), strelnim orožjem in improviziranim eksplozivom (koktajli Molotova) ter vdrli na sedež proruske Stranke regij. Policisti so vdrli v glavni protestni tabor na Majdanu nezaležnosti in zasedli del trga. Zgradba sindikatov, ki je bila sedež Evromajdana, je bila požgana. Politični komentatorji so menili, da je Ukrajina na robu državljanske vojne. Nekatera območja, vključno z Lvovsko oblastjo, so se razglasila za politično neodvisna od centralne vlade.
Aktivisti Evromajdana so 18. februarja zasedli stavbe regionalne državne uprave (RDU) v več oblastih.
Oblasti so 19. februarja v Kijevu uvedle policijske kontrolne točke, omejitve javnega prevoza in zaprtje šol, kar so mediji označili kot de facto izredno stanje.
Minister za notranje zadeve Vitalij Zaharčenko je 20. februarja sporočil, da je podpisal odlok, ki dovoljuje uporabo ostrega streliva proti protestnikom. V središču Kijeva je prišlo do najhujšega nasilja doslej, število smrtnih žrtev v 48 urah spopadov pa je naraslo na najmanj 77. Predsednik ukrajinskega parlamenta (ki je v drugih državah enakovreden položaju predsednika parlamenta) Volodimir Ribak je naslednji dan sporočil, da je podpisal parlamentarni odlok, v katerem je obsodil uporabo sile in pozval vse institucije (ministrstvo za notranje zadeve, kabinet ministrov itd. ), naj takoj prenehajo z vsemi vojaškimi akcijami proti protestnikom. Parlament je Zaharčenka suspendiral s položaja.
Predsednik Janukovič je 21. februarja podpisal kompromisni dogovor z voditelji opozicije. Obljubil je ustavne spremembe, s katerimi bi parlamentu povrnili nekatere pristojnosti, in pozval k predčasnim volitvam, ki naj bi bile izvedene do decembra.
Kljub dogovoru je v središču Kijeva še naprej protestiralo na tisoče ljudi, ki so v celoti prevzeli nadzor nad vladnim okrožjem: poslopjem parlamenta, predsednikovimi upravnimi prostori, vlado in notranjim ministrstvom. 21. februarja je bil v parlamentu vložen predlog zakona o odstavitvi Janukoviča. Istega dne je Janukovič odpotoval v Harkov.
22. februarja naj bi protestniki nadzorovali Kijev, Janukovič pa naj bi iz prestolnice pobegnil v vzhodno Ukrajino. Parlament je z glasovi 328–0 podprl odstavitev Janukoviča s položaja in za 25. maj razpisal nove predsedniške volitve.
Parlament je 23. februarja za začasnega predsednika imenoval svojega predsednika Oleksandra Turčinova. Nova vlada je 24. februarja izdala nalog za prijetje Janukoviča. V naslednjih dneh so ruski nacionalistični politiki in aktivisti organizirali zborovanja na Krimu in pozivali Rusijo, naj pomaga braniti regijo pred napredovanjem »fašistov« iz preostale Ukrajine.

## Posledice in nova vlada
Julija Timošenko je bila 22. februarja izpuščena iz zapora in je na Trgu neodvisnosti nagovorila več kot 100.000 ljudi. Istega dne je parlament za vršilca dolžnosti notranjega ministra imenoval Arsena Avakova. Zakonodajalci so z glasovanjem o nezaupnici odstavili tudi Viktorja Pšonko z mesta generalnega državnega tožilca Ukrajine.
23. februarja, drugi dan državnega žalovanja, je parlament glasoval za odpravo zakona o jezikovni politiki, ki je ruskemu, romunskemu in madžarskemu jeziku na nekaterih območjih podelil uradni status regionalnega jezika. Vendar je vršilec dolžnosti predsednika na ta ukrep pozneje vložil veto in dejal, da zakona ne bo podpisal, dokler ne bo pripravljena nova zakonodaja za zaščito manjšinskih jezikov. Istega dne je parlament razrešil zunanjega ministra Leonida Kožara, ministrico za zdravje Raiso Bogatirovo in ministra za izobraževanje Dmitra Tabačnika ter nacionaliziral Janukovičevo zasebno posestvo Mežihirja. Izdani so bili nalogi za nekdanjega ministra za prihodke Oleksandra Klimenka in nekdanjega generalnega državnega tožilca Pšonko. Parlament je sprejel tudi spremembe, s katerimi je ponovno pridobil pristojnost imenovanja in razrešitve sodnikov, ki je prej pripadala vrhovnemu sodnemu svetu.
Kijevska podzemna železnica je 24. februarja ponovno začela v celoti obratovati, vključno s ponovnim odprtjem postaje Majdan nezaležnosti.
24. februarja je parlament razrešil ministrico za socialno politiko Natalijo Korolevsko in ministra za kulturo Leonida Novohatka; prav tako je razrešil Igorja Sorkina kot guvernerja Narodne banke Ukrajine in ga nadomestil s Stepanom Kubivom. Istega dne je bil za vodjo ukrajinske varnostne službe imenovan Valentin Nalivajčenko, potem ko je bil s položaja razrešen Oleksander Jakimenko. Vodja frakcije Stranke regij Oleksander Jefremov je medtem izjavil, da stranka prehaja v opozicijo. V zadnjih dneh je frakcijo zapustilo sedeminsedemdeset njenih poslancev.
V torek, 25. februarja, je vršilec dolžnosti predsednika Turčinov pozval k oblikovanju vlade narodne enotnosti do četrtka. (Dva dni prej je zahteval, da se takšna vlada oblikuje do torka.) Anatolij Kinah in 32 drugih poslancev, večinoma nekdanjih članov Stranke regij, so 25. aprila ustanovili frakcijo za gospodarski razvoj.
26. februarja je Turčinov prevzel dolžnosti vrhovnega poveljnika ukrajinskih oboroženih sil.
27. februarja 2014 je bila oblikovana prva Jacenjukova vlada pod vodstvom Arsenija Jacenjuka. Kabinet je bil oblikovan kot koalicija strank Batkivščina, UDAR in Svoboda ter parlamentarnih frakcij Gospodarski razvoj in Suverena evropska Ukrajina ter drugih neodvisnih poslancev.

### Pravni razvoj
Parlament je 24. februarja sklenil izpustiti vse politične zapornike, vključno z očetom in sinom v kazenskem postopku Pavličenko, in prekinil mandat petim sodnikom Ustavnega sodišča Ukrajine, imenovanim iz kvote parlamenta, ker so kršili prisego. Zakonodajalci so iz istega razloga predlagali tudi razrešitev dveh sodnikov, ki ju je imenoval predsednik Ukrajine, in pozvali Svet sodnikov Ukrajine, naj v treh dneh skliče izredni kongres, na katerem bi obravnavali razrešitev petih sodnikov ustavnega sodišča, ki jih je imenoval svet. V isti resoluciji je parlament naložil generalnemu državnemu tožilcu Ukrajine, naj začne kazenski postopek proti vsem sodnikom, ki so po mnenju ljudskih poslancev Ukrajine krivi, da so 30. septembra 2010 sprejeli sklep Ustavnega sodišča Ukrajine (št. 20-rp/2010) o postopku uvedbe ustavnih sprememb. Sodniki ustavnega sodišča so 27. februarja evropskim in mednarodnim organizacijam ter institucijam za človekove pravice poslali pismo, v katerem so se spraševali o ustavnosti parlamentarne resolucije.
Janukovič je bil 27. februarja obtožen, da je iz državnega proračuna ukradel 70 milijard dolarjev.
Ukrajinska varnostna služba je aretirala nekdanjega vodjo svoje protiobveščevalne službe Volodimirja Bika. Nekdanji predsednik vlade Mikola Azarov je bil 3. julija 2014 uvrščen na seznam mednarodno iskanih oseb zaradi domnevne zlorabe oblasti.

### Tiskovna konferenca Janukoviča in ruski odziv
Janukovič se je 28. februarja udeležil tiskovne konference na jugu Rusije in odgovarjal na vprašanja večinoma ruskih novinarjev. Dejal je, da so predčasne predsedniške volitve, predvidene za konec maja, nezakonite in da se jih »ne bo udeležil«. Dejal je tudi, da bi sporazum z dne 21. februarja sicer lahko umiril razmere, vendar opozicija ni pristala nanj.
Rusija je menila, da je bilo strmoglavljenje Janukoviča nezakonit državni udar (in »vojaški prevzem oblasti«), in ni priznala začasne vlade.
Ruski parlament je 1. marca odobril zahtevo predsednika Vladimirja Putina za napotitev ruske vojske v Ukrajino.
24. marca 2014 je Putin v zvezi z ukrajinskimi predsedniškimi volitvami leta 2014 izjavil: »Spoštovali bomo izbiro ukrajinskega ljudstva in sodelovali z oblastmi, oblikovanimi na podlagi teh volitev.«

### Cenzura
11. marca 2014 je ukrajinski nacionalni svet za televizijsko in radijsko oddajanje vsem kabelskim operaterjem naročil, naj prenehajo oddajati številne ruske kanale, vključno z mednarodnimi različicami glavnih državnih postaj—Rossiya 1, Channel One in NTV—ter Rossiya 24.

### Lustracija
Ehor Sobolev je bil 26. februarja imenovan za vodjo odbora za lustracijo v novi Jacenjukovi vladi. Mesec dni pozneje, 14. avgusta 2014, je parlament sprejel predlog zakona, ki je določil »postopke za izvajanje preverjanja vladnih uradnikov in oseb, predlaganih za vladne položaje, da bi se odločilo, ali izpolnjujejo določena merila za zasedbo ustreznega položaja«.
Zakon o lustraciji, ki je iz vlade izključil večino uradnikov, ki so delali v vladi Janukoviča, je prizadel do milijon ljudi. Volodimir Javorski iz skupine za zaščito človekovih pravic v Harkovu je to označil za »nerazumno« in »resno, sistematično kršitev človekovih pravic«—med drugim tudi zato, ker bi to pomenilo, da bi preveč ljudi izgubilo službo, vključno z uradniki, ki jih ni mogoče zlahka nadomestiti.

### Razpustitev Berkuta
25. februarja je vršilec dolžnosti notranjega ministra Avakov podpisal odlok o razpustitvi Berkuta. Marca je Rusija sporočila, da bo krimska enota Berkut ohranila svoje ime, saj bo vključena v rusko notranje ministrstvo.

### Protesti proti novi vladi
Po besedah Cathy Young so na protestih proti revoluciji Antimajdan ulični plakati, internetne objave in celo govori na shodih napadali novo vlado kot »judovsko kliko«, ki želi izkoristiti Ukrajince za zaščito interesov bogatih Judov, revolucijo pa so prikazovali kot »sionistični udar«.

#### Južna in vzhodna Ukrajina
Proruska organizacija Ukrajinska fronta je 22. februarja organizirala srečanje s predstavniki iz južne in vzhodne Ukrajine. Organizator dogodka Andrij Klujev je povedal, da namerava skupina razpravljati o federalizaciji države v polavtonomne regije. Po sporazumu z opozicijo in ukrepih, ki jih je sprejel parlament, je Janukovič iz Kijeva odletel v Harkov, da bi se udeležil kongresa Ukrajinske fronte; po navedbah virov so se v Harkovu v pričakovanju dogodka zbrale sile Berkuta. Kot je poročal Jurij Lucenko, je SBU 22. februarja po polnoči sprožila kazenski postopek proti guvernerju Harkova Mihailu Dobkinu in županu Hennadiju Kernesu zaradi zagovarjanja separatizma.
Na kongresu južnih in vzhodnih regij v Harkovu 22. februarja so poslanci sprejeli resolucijo, v kateri so izjavili, da so pripravljeni prevzeti odgovornost za zaščito ustavnega reda na svojem ozemlju. Dejali so, da so nedavni dogodki v Kijevu ohromili osrednjo vlado in destabilizirali državo. Podpisali so tudi izjavo, v kateri so zavrnili pristojnost parlamenta. Notranje ministrstvo je sporočilo, da sta nato guverner Dobkin in župan Kernes pobegnila v Rusijo.
23. februarja je parlament sprejel predlog zakona o razveljavitvi zakona o manjšinskih jezikih. Če bi zakon podpisal predsednik, bi ukinil ruski jezik kot manjšinski jezik v Ukrajini, čeprav v regijah, kot je Krim, živi rusko govoreča večina. The Christian Science Monitor je poročal, da je predlog zakona »samo razjezil rusko govoreče regije, ki so v njem videle še en dokaz, da so protivladni protesti v Kijevu, ki so strmoglavili Janukovičevo vlado, želeli uveljaviti nacionalistično agendo.« Vršilec dolžnosti predsednika Turčinov je 28. februarja vložil veto na zakon.
23. februarja so v Harkovu izbruhnili spopadi med več tisoč enako velikimi provladnimi in protivladnimi shodi, županu Kernesu pa so preprečili vstop v stavbo mestnega sveta. Proruski protestniki so stražili kip Vladimirja Lenina v središču mesta, vendar je namestnik vodje regionalne državne uprave napovedal, da bo mesto 25. februarja kip ne glede na to odstranilo.
24. februarja je vršilec dolžnosti notranjega ministra Avakov sporočil, da je bil uveden kazenski postopek proti Jevhenu Žilinu, vodji protievromajdanovske organizacije Oplot iz Harkova.
1. marca je več tisoč ljudi v Harkovu, Donecku, Simferopolu, Odesi, Lugansku, Melitopolu, Jevpatoriji, Kerču in Mariupolu protestiralo proti novi vladi. Javnomnenjske raziskave aprila so pokazale, da večina prebivalcev vzhodnih regij Ukrajine meni, da so vse ravni vlade nelegitimne. Polovica vprašanih je menila, da je predsednik Turčinov »nezakonito zasedel svoj položaj«. Približno polovica jih je imela enako mnenje o osrednji vladi pod vodstvom predsednika vlade Jacenjuka. Toda skoraj 70 % vprašanih pa se je strinjalo, da Janukovič tudi ni bil zakoniti predsednik države.

#### Krim
Po ukrajinski revoluciji se je na rusko usmerjenem Krimskem polotoku začela odcepitvena kriza. Janukovič je 1. marca 2014 pisno zaprosil ruskega predsednika Putina, naj pošlje vojaške sile »za vzpostavitev legitimnosti, miru, javnega reda in miru, stabilnosti in obrambe ukrajinskega ljudstva«. Istega dne je Putin zaprosil za dovoljenje ruskega parlamenta za napotitev vojakov v Ukrajino v odziv na krizo in ga tudi prejel. Ruska vojska je bila mobilizirana na celotnem Krimu in jugovzhodu Ukrajine. Do 2. marca so ruske enote popolnoma nadzorovale Krim.

### Uničenje sovjetskih spomenikov
V mestu Brodi na zahodu Ukrajine so porušili spomenik ruskega feldmaršala Mihaila Kutuzova. Za večino uničenja je bila kriva militantna skupina Desni sektor. Poleg tega so iz zahodnega ukrajinskega mesta Strij odstranili kip v čast sovjetskim vojakom. V začetku decembra 2013 so neznani aktivisti z rdečo in črno barvo (podobno zastavi nacionalistične Ukrajinske uporniške vojske) delno pobarvali kip v čast delavcem tovarne Arsenal v Kijevu, ki so umrli leta 1918. 28. februarja sta bila vandalizirana in z nacionalističnimi slogani popisana spomenik, posvečen sovjetskim vojakom, ki so se borili v drugi svetovni vojni, in spomenik, posvečen sovjetskim vojakom, ki so se borili v Afganistanu, oba v mestu Dnipropetrovsk. Rusko zunanje ministrstvo je na svojem računu na Twitterju v angleškem jeziku napade na spomenike, zgrajene v Rusiji in Sovjetski zvezi, označilo za »rusofobični vandalizem« in »ogorčenje« ter zahtevalo, da se to ustavi.

### Ekonomija
Maja 2014 je Mednarodni denarni sklad izplačal 3,2 milijarde USD za stabilizacijo Ukrajine. Evropska unija je od Ukrajine zahtevala, da ji MDS zagotovi ta sveženj pomoči, da bi lahko dobila približno 1,6 milijarde evrov, obljubljenih v okviru nedavno podpisanega pridružitvenega sporazuma med Ukrajino in EU.

### Šport
19. februarja 2014 je UEFA sporočila, da se je zaradi nemirov v Kijevu odločila spremeniti prizorišče tekme 32. kroga Evropske lige UEFA 2013/14 med Dinamom Kijev in Valencio z Olimpijskega stadiona v Kijevu na stadion GSP v Nikoziji na Cipru.
Dinamo Kijev in drugi klubi, ki so nastopili v 32. krogu, so se pred tekmo z minuto molka poklonili žrtvam v Kijevu, športniki pa so igrali z žalnimi trakovi.
25. februarja so bile preložene naslednje tekme ukrajinske košarkarske superlige 2013/14. 26. februarja je bil zaradi razmer v državi prekinjen drugi del ukrajinske premier lige 2013/14.
3. marca je bila načrtovana prijateljska nogometna tekma med Združenimi državami Amerike in Ukrajino v Harkovu prestavljena v Nikozijo zaradi varnostnih pomislekov glede morebitne nestabilnosti v Harkovski oblasti.
Tri domače tekme HC Donbass v končnici lige KHL so bile prestavljene iz doneške dvorane Družba Arena v dvorano Slovnaft Arena v Bratislavi na Slovaškem. Potem ko je ekipa odigrala sedmo tekmo prvega kroga proti Dinamu Riga ter tretjo in četrto tekmo drugega kroga proti Levu Praha v slovaški prestolnici Bratislavi, se je vrnila v Doneck na šesto tekmo serije proti Levu.

### Javno mnenje
Raziskava Mednarodnega sociološkega inštituta v Kijevu iz decembra 2016 je pokazala, da je 34 odstotkov vprašanih v Ukrajini menilo, da je bila sprememba oblasti »nezakonit oborožen državni udar«, 56 odstotkov pa, da je šlo za »ljudsko revolucijo«.

### Podpis pridružitvenega sporazuma med Evropsko unijo in Ukrajino
Prva Jacenjukova vlada je 21. marca 2014 podpisala pridružitveni sporazum med Evropsko unijo in Ukrajino, po predsedniških volitvah maja 2014 pa naj bi bil podpisan tudi DCFTA.

### Samomori nekdanjih uradnikov
Po Evromajdanu je osem nekdanjih uradnikov, povezanih z Janukovičevo Stranko regij, storilo samomor. Ko se je Newsweek poleti 2015 obrnil na generalno državno tožilstvo v zvezi s temi smrtmi, je to sprva odgovorilo, da so vse informacije o njih državna skrivnost. Tožilstvo je pozneje sporočilo, da štiri smrti preiskujejo kot umore; osumljenec je bil obtožen umora tudi v petem primeru, ko je umrl tožilec Sergej Melničuk.

## Zunanja vpletenost

### Vpletenost Rusije
Glavno vlogo pri protestih je imelo prepričanje, da si Janukovič prizadeva vzpostaviti tesnejše vezi z Rusijo. Janukovič je od Rusije sprejel denarno pomoč—2 milijardi dolarjev od 15 milijard dolarjev—, kar so mnogi razumeli kot znak, da si bo prizadeval za tesne vezi s Putinom. Ruski uradniki so pritiskali na ukrajinsko upravo, naj odločno ukrepa za zatrtje protestov, policijski napad na protestnike Evromajdana pa je bil ukazan nekaj ur po nakazilu 2 milijard dolarjev iz Rusije. Več vladnih ministrov iz vse Evrope je za zaostrovanje nasilja obtožilo Rusijo.
Upokojeni polkovnik ruske glavne obveščevalne službe (GRU) Aleksander Musienko je 20. februarja v intervjuju dejal, da je konflikt mogoče rešiti le s silo in da je Ukrajina dokazala, da ne more obstajati kot neodvisna in suverena država. Iz vladnih dokumentov, ki jih je objavil nekdanji namestnik ukrajinskega notranjega ministra Henadij Moskal, je razvidno, da so ruski uradniki delovali kot svetovalci v operacijah proti protestnikom. Operaciji s kodnima imenoma »Val« in »Bumerang« sta vključevali uporabo ostrostrelcev za razpršitev množic in zavzetje sedeža protestnikov v Domu sindikatov. Preden je nekaj policistov prebegnilo, so načrti predvidevali napotitev 22.000 pripadnikov združenih varnostnih enot v Kijev. Iz dokumentov je razvidno, da je nekdanji prvi namestnik ruske GRU bival v hotelu v Kijevu, da je imel pomembno vlogo pri pripravah in da ga je plačevala ukrajinska varnostna služba. Po poročanju Reutersa pristnosti dokumentov ni bilo mogoče potrditi. Notranji minister Arsen Avakov je dejal, da je konflikt izzvala »neukrajinska« tretja oseba in da poteka preiskava.
Janukovič je 21. februarja, po neuspešnem zatrtju, v katerem je umrlo kar 100 ljudi, nekoliko popustil. Ruski premier Dimitrij Medvedjev je v odzivu dejal, da se mora Janukovič nehati obnašati kot »podloga za vrata« in da bodo nadaljnji obroki posojila zadržani. Ruski politični svetovalec Sergej Markov je dejal: »Rusija bo storila vse, kar je zakonsko dovoljeno, da bi preprečila prihod [opozicije] na oblast.« Rusko zunanje ministrstvo je 24. februarja objavilo izjavo, v kateri je Ukrajince pozvalo, naj »zatrejo skrajneže, ki si prizadevajo priti na oblast«, Medvedjev pa ukrajinske začasne vlade ni priznal kot legitimne.
Novi ukrajinski notranji minister, glavni tožilec in vodja varnostne službe so na tiskovni konferenci 3. aprila 2014 v zatrtje protestnikov vpletli več kot 30 agentov ruske zvezne varnostne službe (FSB), ki naj bi poleg načrtovanja sodelovali tudi pri dostavi velike količine eksploziva na letališče v bližini Kijeva. Valentin Nalivajčenko, začasni vodja ukrajinske varnostne službe (SBU), je dejal, da so bili agenti ves čas protestov Evromajdan nameščeni v Kijevu, da so imeli med bivanjem v kompleksu SBU na voljo »državne telekomunikacije« in da so bili redno v stiku z ukrajinskimi varnostnimi uradniki. »Imamo utemeljene razloge za domnevo, da so prav te skupine, ki so se nahajale na poligonu SBU, sodelovale pri načrtovanju in izvajanju dejavnosti te tako imenovane protiteroristične operacije,« je dejal Nalivajčenko. Preiskovalci so ugotovili, da je vodja Janukovičeve SBU Oleksander Jakimenko, ki je pozneje pobegnil iz države, prejemal poročila agentov FSB, ki so bili nameščeni v Ukrajini, in da se je Jakimenko z njimi večkrat sestal. FSB je te trditve zavrnila kot »neutemeljene obtožbe«, sicer pa jih ni želela komentirati.
Rusija je med Evromajdanom začela izvajati obsežno dezinformacijsko kampanjo, ki je skušala revolucijo prikazati kot ilegalni državni udar s strani ZDA/CIA in kot »barvno revolucijo« ter protestnike in opozicijo kot »naciste« in »radikalce«, ki želijo odstraniti rusko govoreče Ukrajince.

## Odzivi v tujini

### Podpora ZDA
Decembra 2013 je republikanski senator John McCain v družbi demokratskega senatorja Chrisa Murphyja obiskal Jacenjuka in Tjahniboka ter pozneje nagovoril množico ljudi:
Ukrajina bo izboljšala Evropo in Evropa bo izboljšala Ukrajino, mi pa smo tu, da podpremo vašo pravico, suvereno pravico Ukrajine, da svobodno in neodvisno odloča o svoji usodi. Usoda, ki jo iščete, leži v Evropi, mi pa si prizadevamo za mirno tranzicijo, ki bi ustavila nasilje in ukrajinskemu ljudstvu dala tisto, česar žal ni imelo ob različnih revolucijah, ki so se zgodile– pravo družbo. To je revolucija ljudstva– bila je mirna, razen ko jo je vlada skušala zatreti, a od takrat tega ni več poizkusila. Hvalim njihovo sposobnost in željo, da mirno demonstrirajo za spremembe, ki si jih po mojem mnenju zaslužijo. Ti ljudje ljubijo Združene države Amerike, ljubijo svobodo – in mislim, da tega ne morete razumeti drugače kot našo tradicionalno podporo ljudem, ki si želijo svobodne in demokratične družbe.
V posnetem telefonskem pogovoru, ki je prišel v javnost 4. februarja, sta pomočnica državnega sekretarja Victoria Nuland in veleposlanik ZDA v Ukrajini Geoffrey Pyatt razpravljala o svojih željah glede prehoda Ukrajine v začasno vlado in zlasti o vlogah, ki naj bi jih imeli vidni opozicijski voditelji:
Nuland: »Mislim, da Klič (Kličko) ne bi smel vstopiti v vlado. Mislim, da to ni potrebno in da to ni dobra zamisel.«
Pyatt: »Naj ostane zunaj in naredi svojo politično domačo nalogo in podobno.«

Nuland: »Mislim, da je Jats (Jatsenjuk) tisti, ki ima ekonomske izkušnje in izkušnje z vodenjem. Mislim, da bo Klič, ki bo delal za Jatsenjuka, na tej ravni, da to ne bo delovalo. Želimo si, da bi prišel nekdo, ki je mednarodna osebnost, in pomagal pri vodenju tega projekta.«
V istem pogovoru je bila Nulandova posneta tudi z besedami: »Jebeš EU,« s katerimi je zaničevalno omenila počasna evropska prizadevanja za reševanje politične paralize in grozeče fiskalne krize v Ukrajini. Tiskovni predstavnik ministrstva za zunanje zadeve ZDA je telefonski klic komentiral kot »ne bi smelo biti presenečenje, da politiki razpravljajo o revoluciji ter prihodnosti države«.